# ポップコーン
ポップコーン（英: Popcorn）とはトウモロコシの実を炒って爆裂させ、塩などで味付けした食品である。主にスナック菓子として食されている。
高カロリーゆえジャンクフードに見られがちだが材料は全粒穀物であり、植物繊維やビタミン類、ミネラル分がバランスよく含まれている。ポップコーンをよく食べる人は認知症リスクが低下するという研究もある。

## 製法

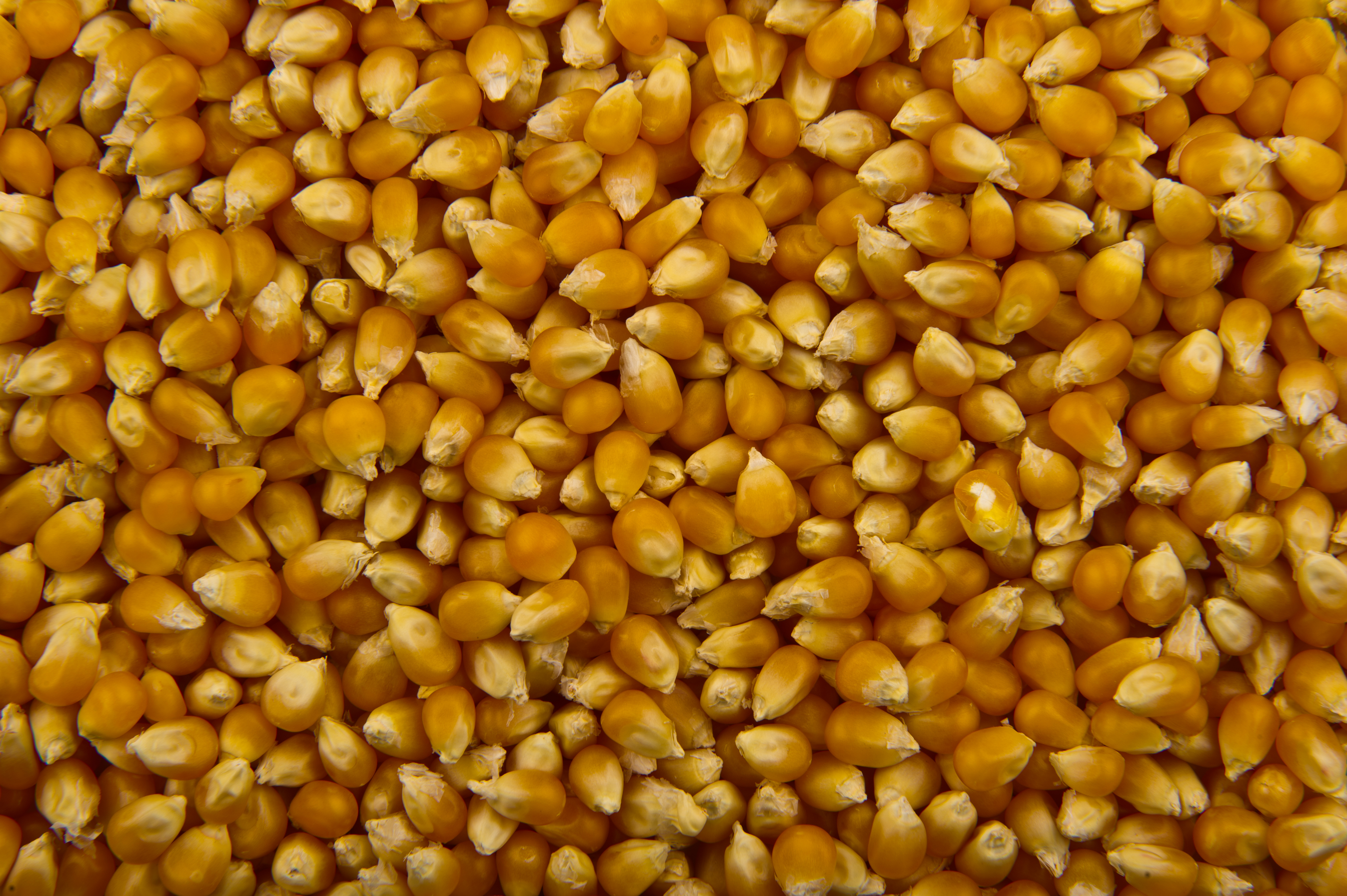
ポップコーンの種

小粒で種皮が固いポップ種（爆裂種）のトウモロコシを乾燥させた粒を、油やバターをひいたフライパンなどで数分間炒り続けると、粒の中の水分が蒸発して膨張する圧力に耐えられなくなり、固い種皮が弾けてスポンジ状に膨張する。これがポップコーンである。
中には加熱しても種皮を破れず、爆裂しないものもある。通常は生産過程上取り除かれるが、製品に混じることもある。食べても害は無いが大変硬く、歯を損傷することもあるほか、食味も良いとは言いがたい。
一般的に食塩、粉チーズ、砂糖、シロップ、キャラメル等の調味料や香料をかけて、そのまま食べる。
爆裂後の形によってバタフライ型とマッシュルーム型の２つに分けられる。従来はバタフライ型が多かったが、近年ではマッシュルーム型が人気になり、増えてきている。これはトウモロコシの品種による違いであるが、マッシュルーム種は爆裂する温度が高く、十分な安定加熱が行われない場合、マッシュルーム種でもバタフライ型になることもある。
爆裂種とは別の品種であるジャイアントコーンを圧力鍋や穀類膨張機に入れて加熱し、減圧を利用して急激に膨張させて出来あがったものの表面に砂糖をかけ、乾燥させてそのまま食べるものは、「ジャンボコーン」や「ポリコーン」などと称されている。
なお、同じトウモロコシのスイート種では、ポップコーンは作れない。

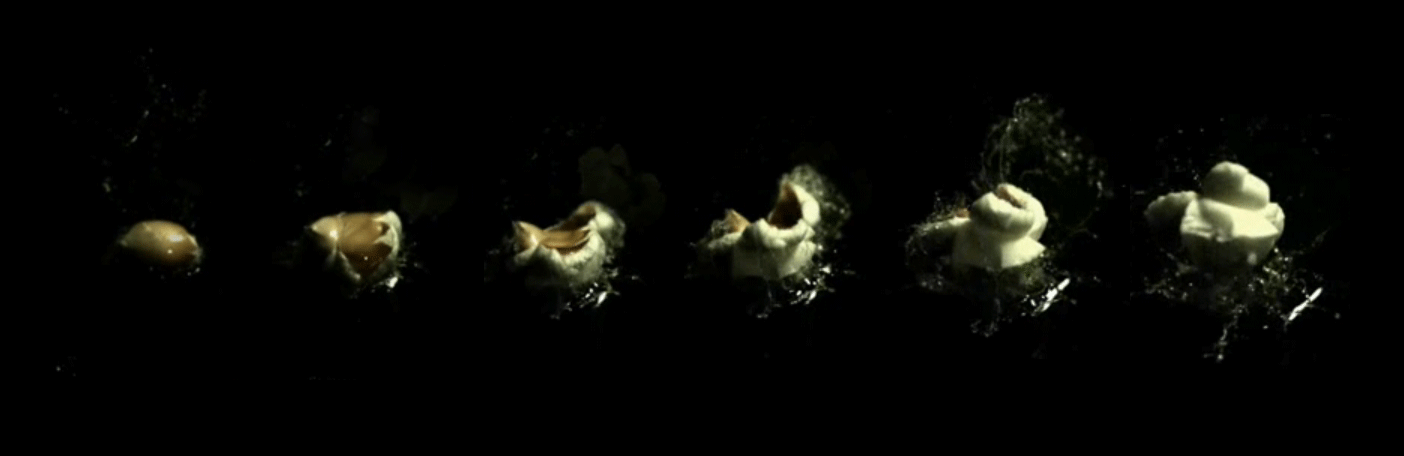
ポップコーンの弾ける様子

## 歴史

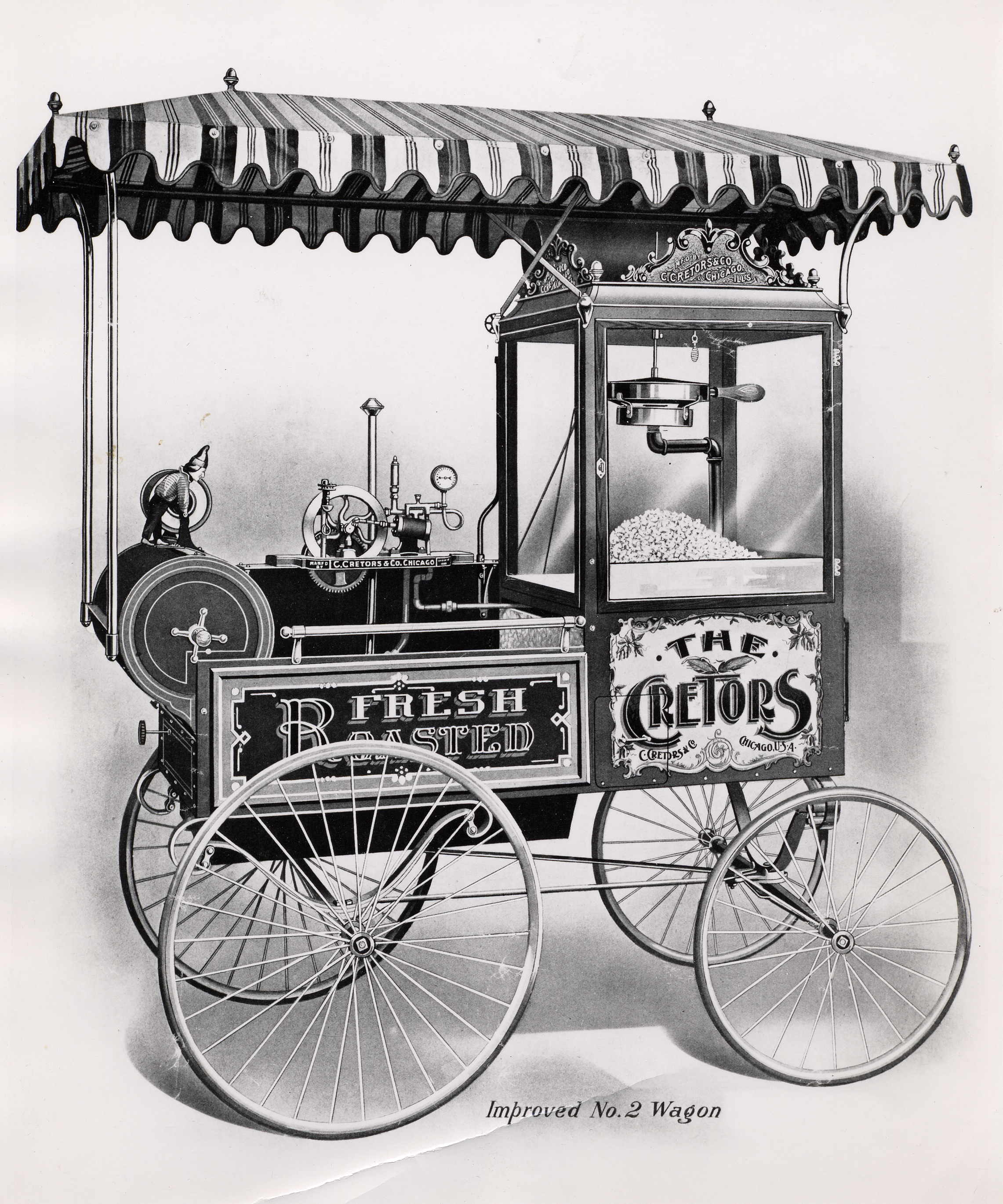
1880年代にシカゴのチャールズ・クレトールによって発明された、ストリートカートの初期のポップコーンマシン

ポップコーンはネイティブアメリカンやメキシコ先住民がトウモロコシを利用し始めた頃から存在したらしい。ニューメキシコ州で紀元前3600年頃の遺跡からポップコーンの痕跡が見つかっている。どうやら、焚き火の中に乾燥させたポップ種の種子を投げ込んで、焚き火から飛び出した物を食べていたようである。
16世紀から17世紀にかけてアメリカ大陸にやってきたヨーロッパ人は彼らからポップコーンのことを知ったが、ヨーロッパではトウモロコシは専ら家畜の餌として利用され始めたため、ヨーロッパ大陸ではポップコーンはあまり広がらなかった。しかしアメリカに渡った初代移民たちは、現地での農業に失敗しながら冬を迎える事態に直面したとき、友好的なネイティブアメリカンから提供されたシチメンチョウやシカの肉、そしてポップコーンといった食材によって餓死をまぬがれた経歴があるといわれ、感謝祭の伝説となっている。
アメリカ合衆国では、ポップコーンは19世紀後半から菓子として食べられるようになっていたが、当時はコーンシロップから作った糖蜜を絡めた甘味仕立てであった。塩味が主流となったのは、世界恐慌時代である。他のあらゆる物価がインフレーションで上がっていく中、ポップコーンは比較的値段が上がらなかったため、5～10セントという安値で買える塩味のポップコーンは映画を見ながら食べる映画館の定番となった（館内へのポップコーン持込みを認めるかどうかは、映画館の売り上げを大きく左右したといわれる）。このことは恐慌中のアメリカの農家をいくばくか救ったとされている。
日本にポップコーンが入ってきたのは第二次世界大戦後、アメリカ進駐軍とともにであり、国内での製造販売も当初は米軍向けであった。
その後、1957年（昭和32年）、晴海で開かれた国際見本市で販売されて人気を得て、各地に広まった。
また、日本ではジャパンフリトレー株式会社によって9月9日がポップコーンの日に制定され、一般社団法人・日本記念日協会により認定・登録された。

## 主な販売形態
店舗での販売
- 映画館や縁日などで、ポップコーン製造機で作成したものを販売する。特に映画館などでは、ポテトチップや煎餅とは異なり観客が食べても音が出にくい事や食べると小便が出にくくなってトイレに行く回数が減るという効能から、興行側も好んで販売している。上映された映画がつまらなかった場合、怒った観客がスクリーンに投げつけても傷つきづらく、周りにも危害を与えづらいことから、ポップコーンが定番化したという俗説もある。
- カップに入ったトウモロコシを電子レンジで加熱してポップコーンにする自動ポップコーン製造機で無人販売する。おもちゃ売り場、ゲームコーナーなどにあることが多い。

商品としての販売
- アルミ製の簡易なフライパンの中にトウモロコシが調味油とともに封入されており、ガスレンジやガスコンロ、電気コンロで温めることでポップコーンが出来るようにしているものが販売されている。過去にはハウス食品が「アメリカンポップコーン」を販売していたが2000年代に生産終了し、現在はクローバーの「ジャズポップコーン」[6]が国内市場を占めている。
- 紙袋にトウモロコシが調味油とともに封入されており、電子レンジで加熱することでポップコーンができる商品として販売されている。
- ポップコーン用の粒をそのまま販売することも多々みられる。

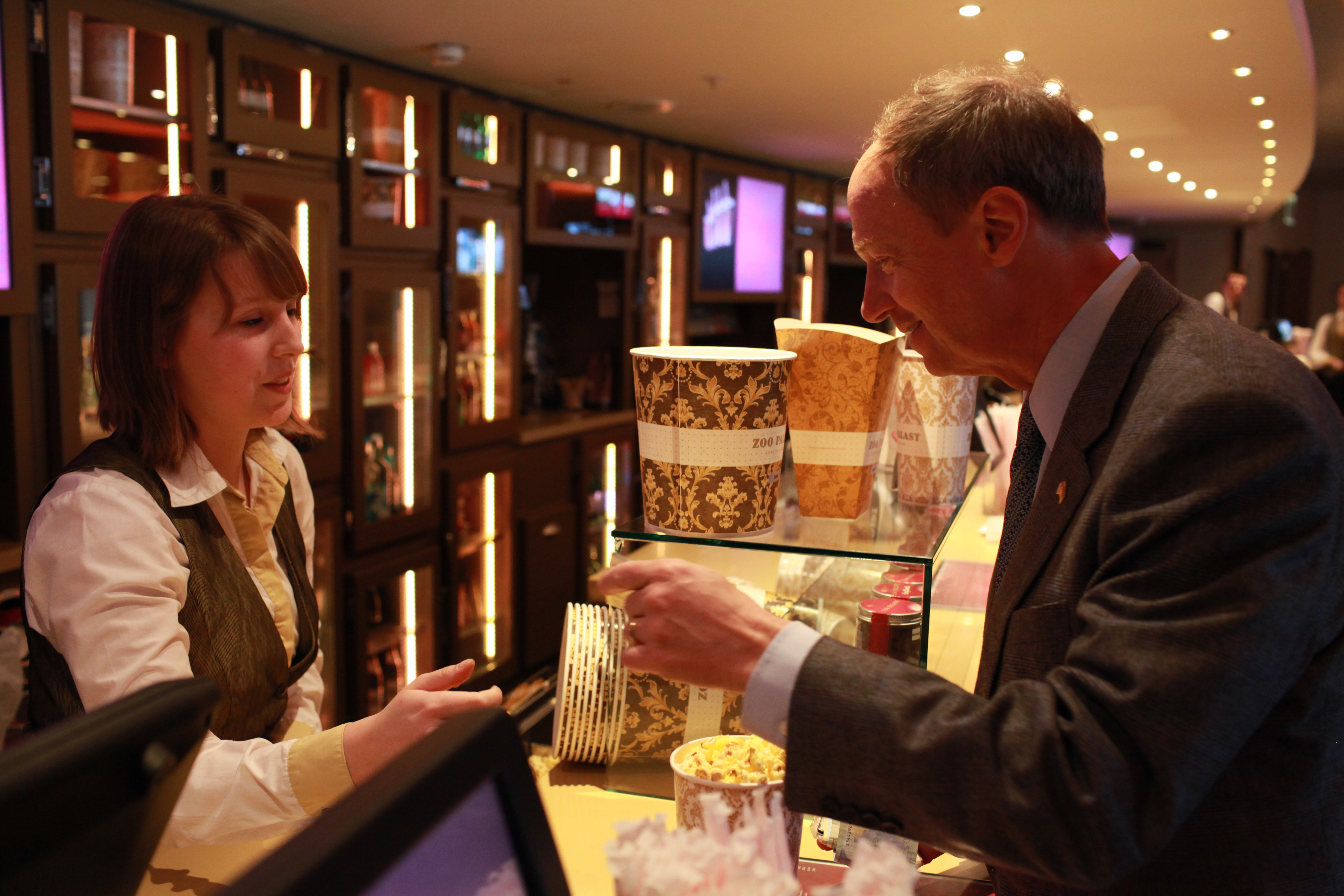
映画館でのポップコーン販売
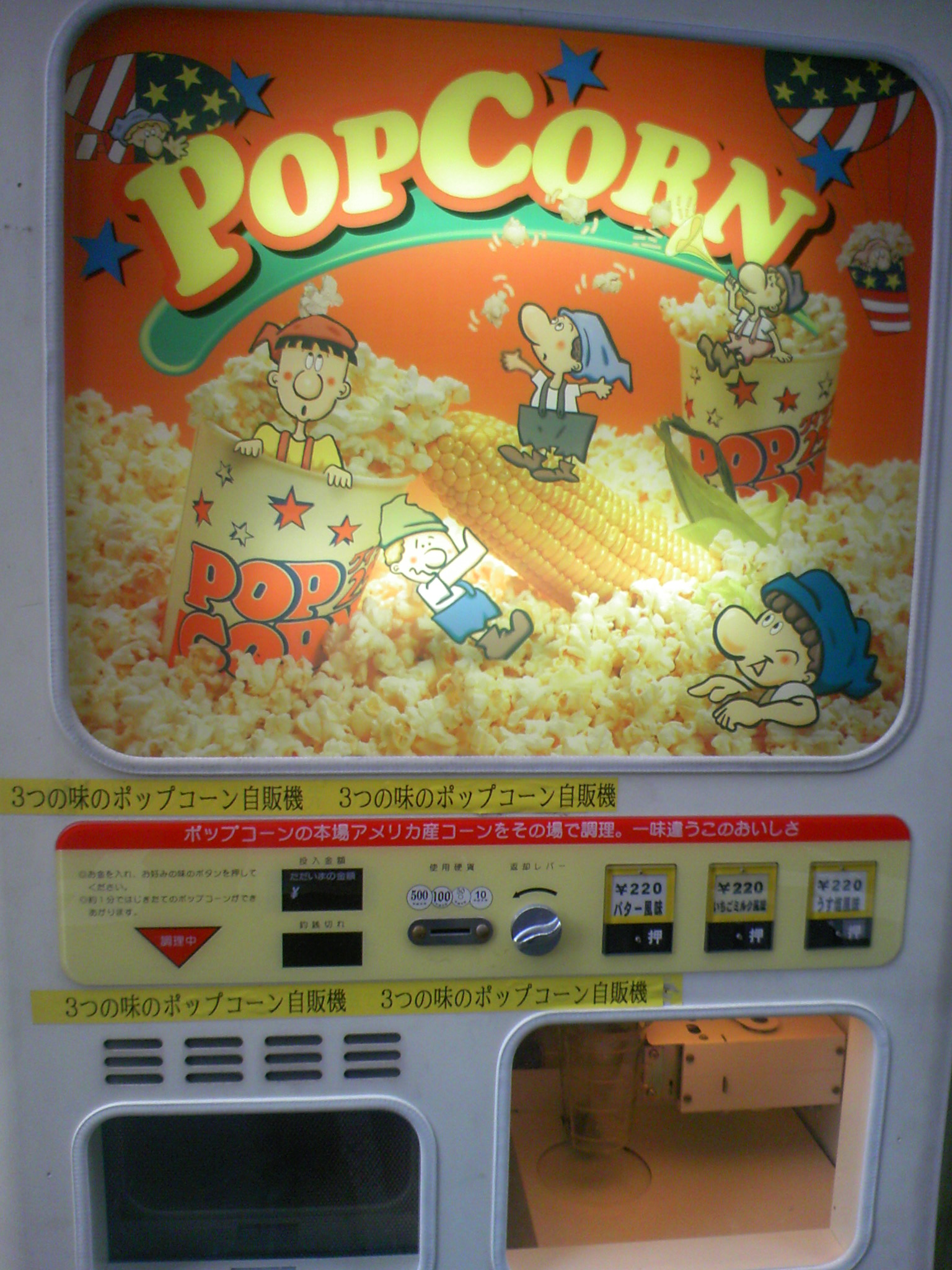
ポップコーンの自動販売機
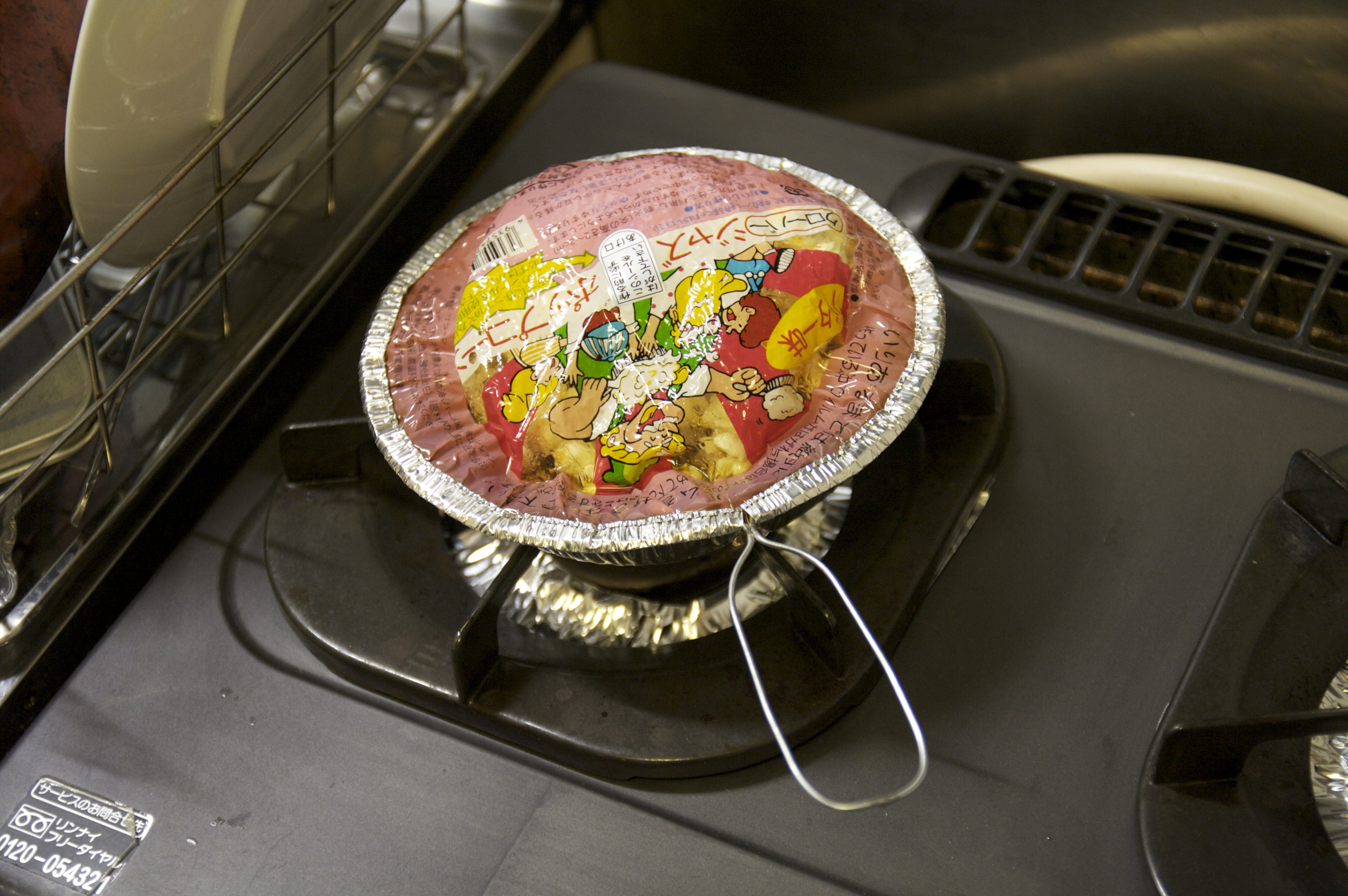
アルミ鍋のポップコーン商品
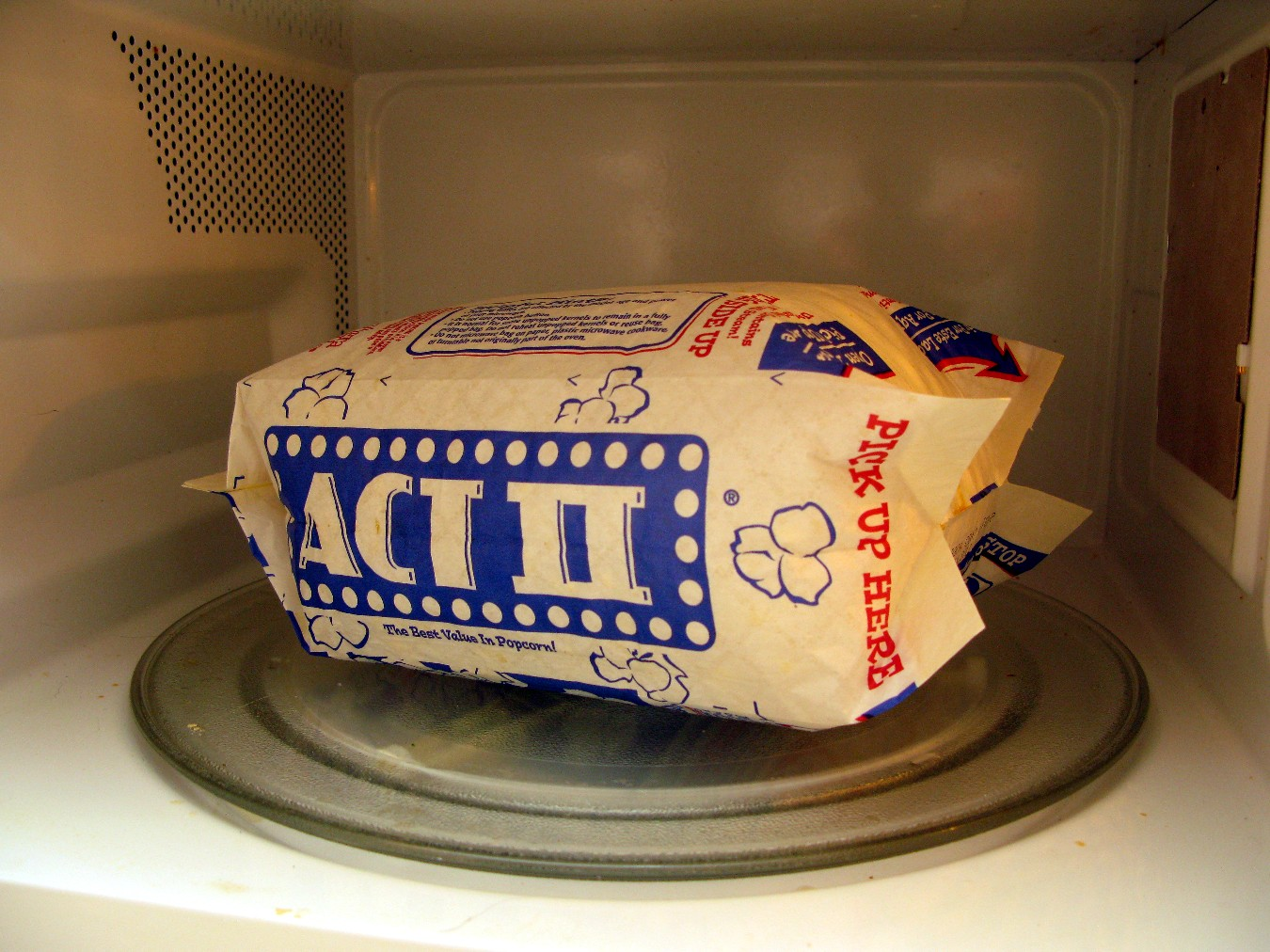
紙袋のポップコーン商品

## 食品以外の用法
ポップコーンは軽く、人や物に当たっても傷つけない特性から、パーティー会場で用いられることもしばしばである。
梱包用の緩衝材として、味付けをしていないポップコーンが用いられることがある。使用後にはそのまま食用として使用できるほか、飼料や肥料として再利用できる。反面、発泡樹脂製の緩衝剤に比べて緩衝性能が劣り、カビ発生や虫害のリスクがある。
タンカーの座礁などにより漏れた重油を処理する訓練においては、重油の代用として味付けをしていない大量のポップコーンで行うことがある。ポップコーンは魚や鳥の餌となるため、万が一回収し損ねても自然に悪影響を与えない。